# 美國海軍研究實驗室
美國海軍研究實驗室（英語：United States Naval Research Laboratory）是美國海軍和美國海軍陸戰隊的財團法人研究實驗室，進行範圍廣泛的科學研究和先進技術發展。美國海軍研究實驗室是因為愛迪生的鼓励而在1923年成立，在1915年5月的《紐約時代雜誌》社論，愛迪生寫道“政府應維持一間巨大的研究實驗室......可在無需龐大開支下發展所有軍事和海軍技術。”1946年美國海軍研究院設立後，美國海軍研究實驗室置於其院長指揮下，如今則直屬美國海軍研究辦公室。

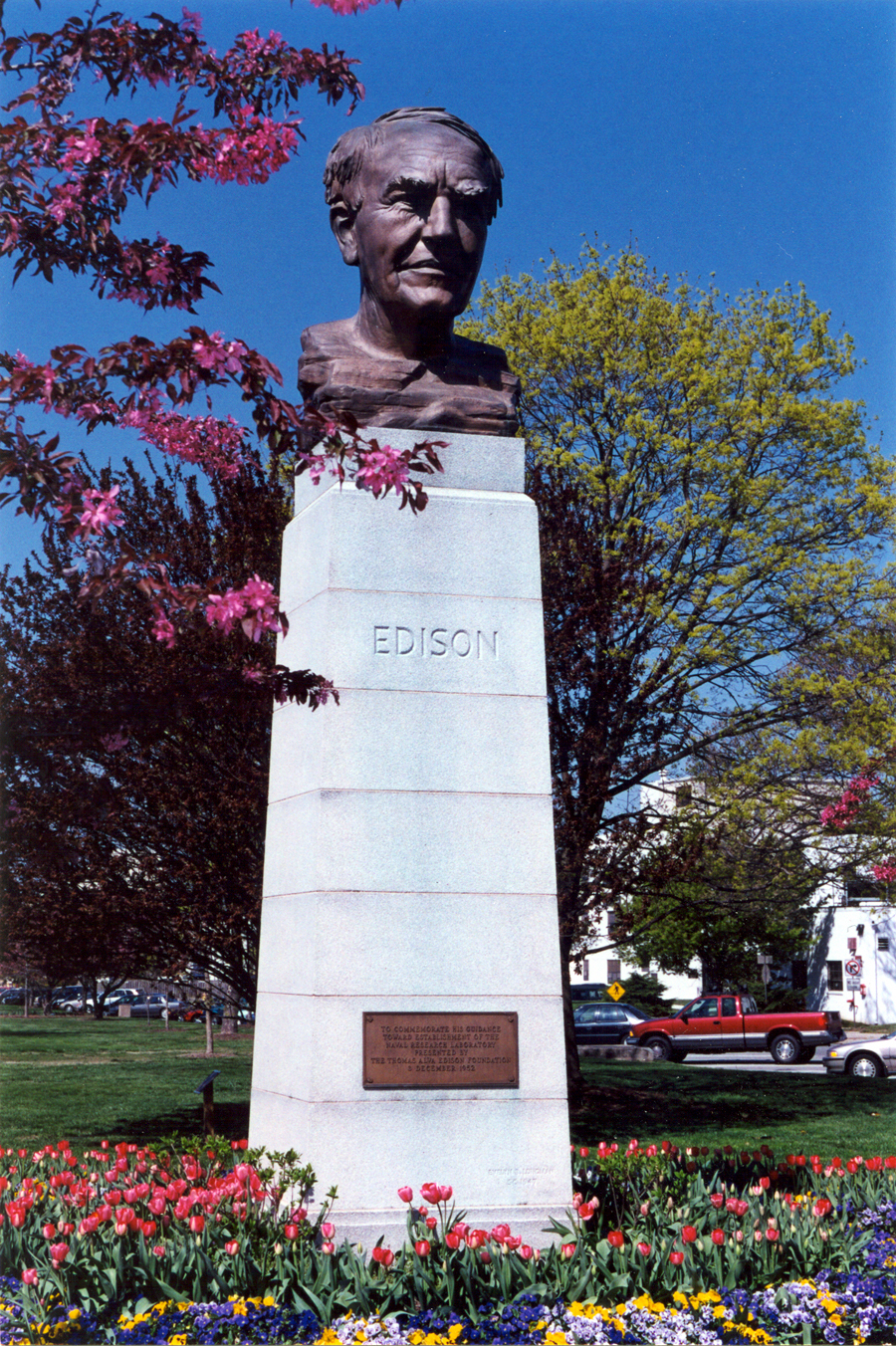
美國海軍研究實驗室大門的愛迪生像

截至2016年，美國海軍研究實驗室屬於海軍週轉基金 (United States Navy Working Capital Fund) 活動，這意味著它不是美國聯邦預算的一個項目。所有成本（包括管理費用）不是由國會直接資助，而是透過贊助商資助的研究計畫來收回。 美國海軍研究實驗室每年的研究支出約為$10億美元。

## 研究

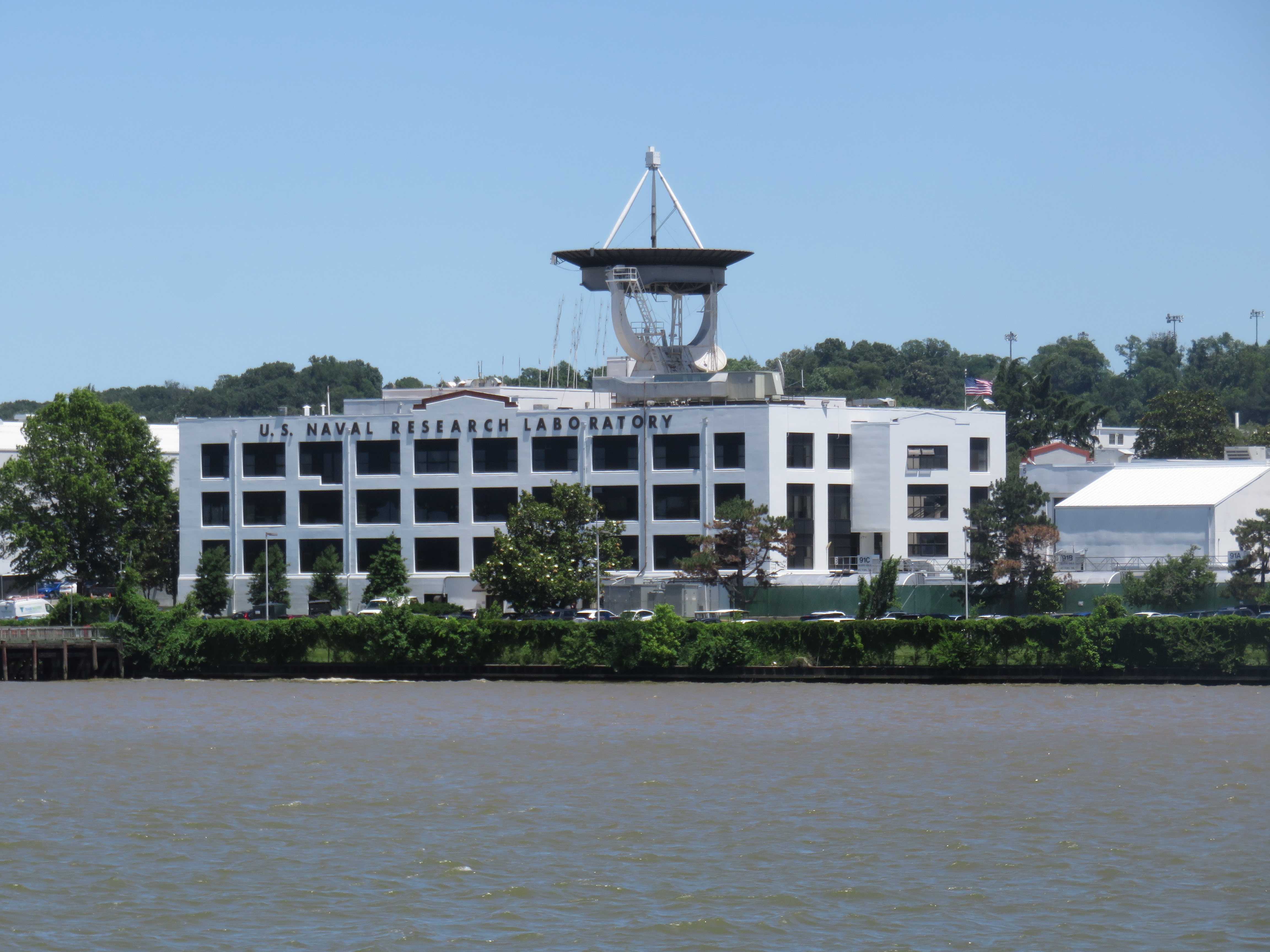
於華盛頓特區海軍研究實驗室主校區的一部分。突出的碟型天線經常被用作實驗室的象徵。

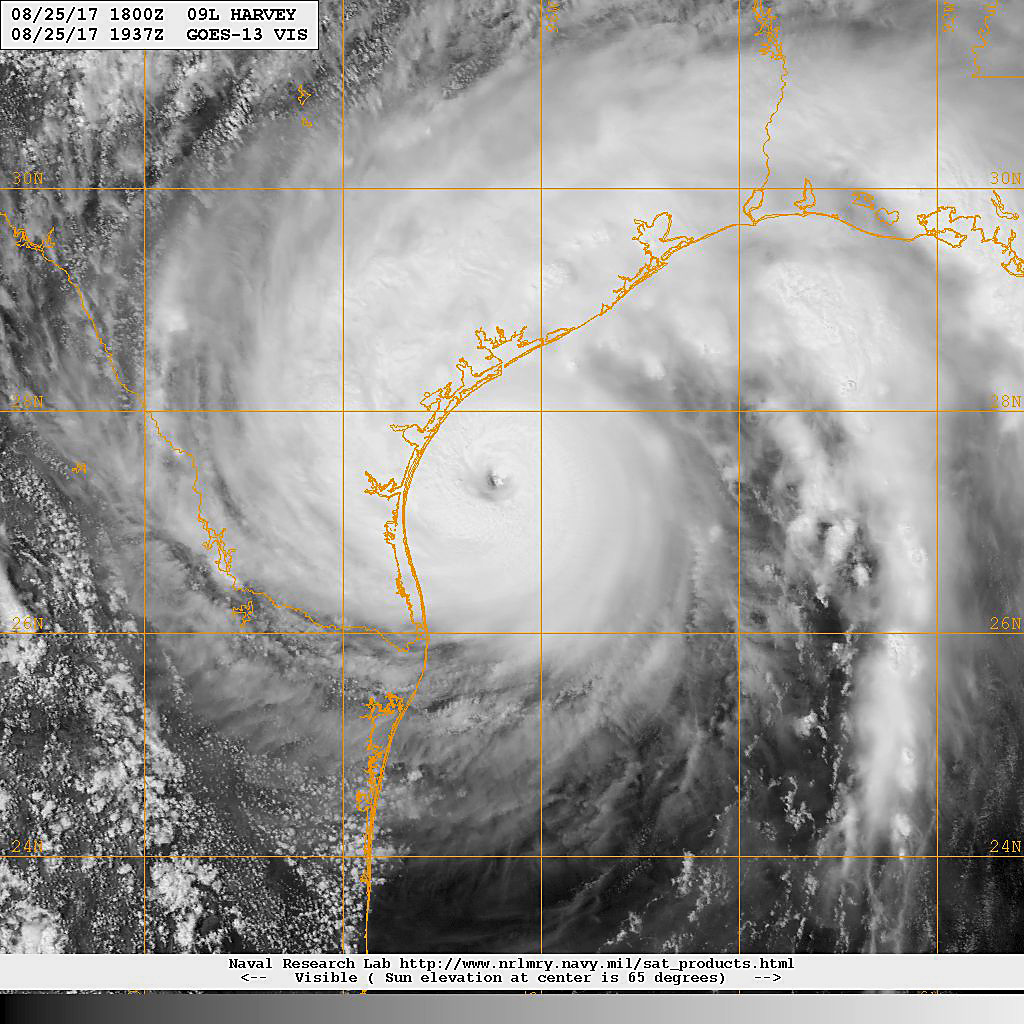
2017年颶風哈維在德州海岸登陸之前的NRL衛星影像。

海軍研究實驗室進行與美國海軍相關的各種基礎研究和應用研究。 海軍研究實驗室科學家和工程師每年在各種會議、研討會和期刊上公開發表1200多篇研究論文。
自1923年成立以來，該實驗室一直不斷取得科學突破和技術成就。在某些情況下，實驗室對軍事技術的貢獻在這些技術被廣泛採用數十年後才解密。
2011年，海軍研究實驗室研究人員共發表了1,398篇非保密科技文章、書籍章節和會議論文集。2008年，海軍研究實驗室在所有擁有納米技術相關專利的美國機構中排名第3，僅次於IBM和加州大學。
海軍研究實驗室目前的研究領域包括：
- 先進的無線電、光學和紅外線感測器
- 自主系統
- 電腦科學、認知科學與人工智慧
- 通訊技術（例如無線電、網路、光傳輸）
- 定向能技術
- 電子電光裝置技術
- 電子作戰
- 增強的可維護性、可靠性和生存性技術
- 環境對海軍系統的影響
- 人與機器人的互動
- 影像研究和系統
- 信息安全
- 海洋地球科學
- 材料学
- 氣象学
- 海洋聲學
- 海洋學
- 等離子體物理
- 太空系統和技術
- 監控和感測器技術
- 海底技術

2014年，美國海軍研究實驗室正在研究：運輸彈藥裝甲、高功率雷射、遠程爆炸物探測、自旋電子學、爆炸性氣體混合物動力學、磁軌砲技術、隱藏核材料探測、石墨烯裝置、高功率極高頻（35-220 GHz）放大器、聲透鏡、資訊豐富的軌道海岸線測繪、北極天氣預報、全球氣溶膠分析和預測、高密度等離子體、毫秒脈衝星、寬頻雷射資料鏈、虛擬任務操作中心、電池技術、光子晶體、奈米碳管電子元件、電子感測器、機械奈米諧振器、固態化學感測器、有機光電子學、神經電子介面和自組裝奈米結構。

### 組織

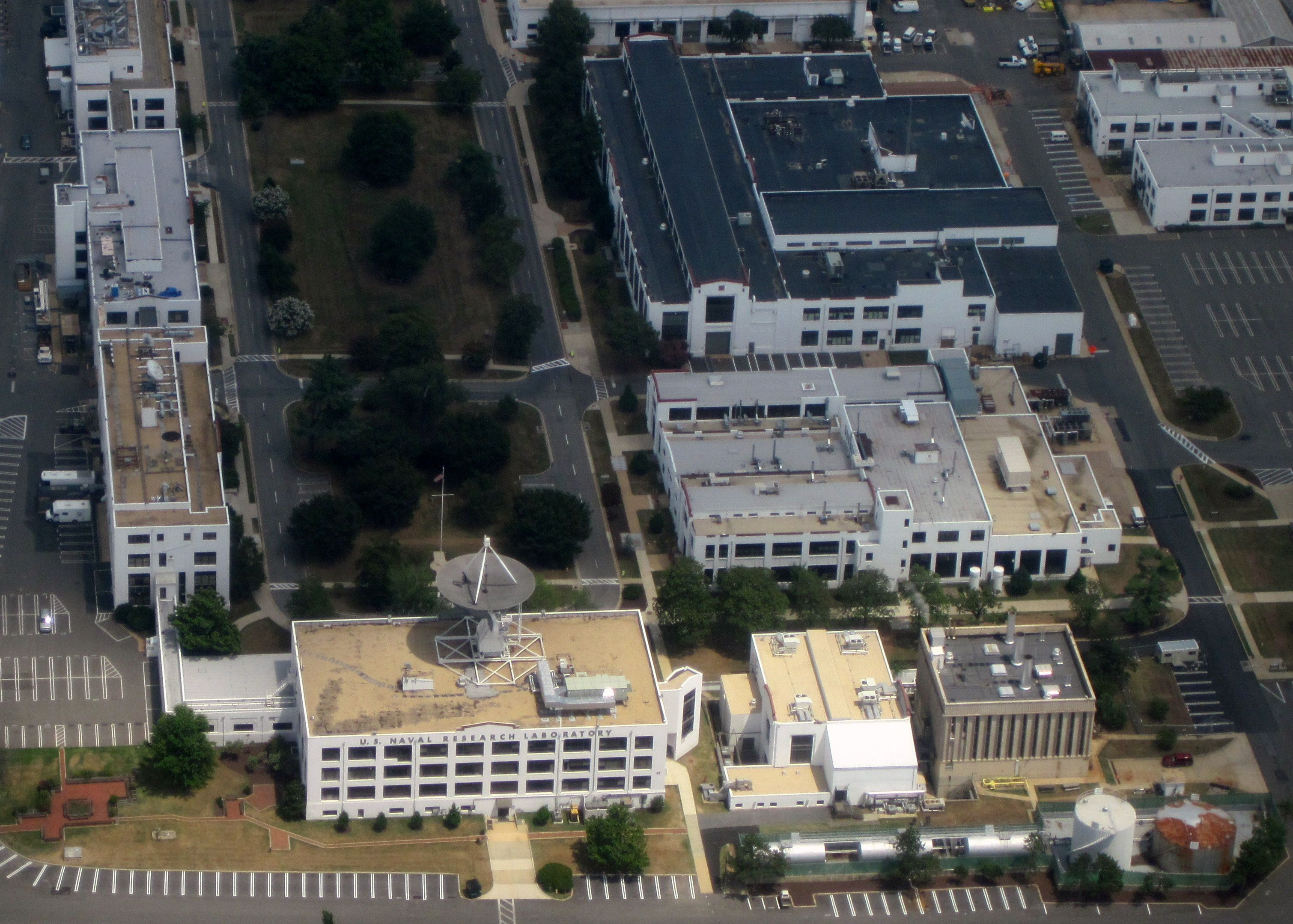
2012年NRL綜合大樓的鳥瞰圖。圖中所示區域包含校園內最古老的五棟建築。

截至2017年，實驗室分為四個研究局、一個財務局和一個行政局。所有局的總部都設在華盛頓特區。許多局在其他地方還有其他設施，主要是在密西西比州贝圣路易斯的斯坦尼斯航天中心，或加利福尼亞州蒙特雷的海军研究生院。

### 職員
大多數NRL工作人員都是文職公務員，只有相對較少數的海軍士兵或軍官。幾乎所有NRL工作人員都是美國公民，並且沒有雙重國籍。此外，還有一些支援承包商在NRL現場工作。截至2015年12月31日，在所有NRL地點，NRL擁有2540名文職員工（即不包括文職承包商）。同一天，NRL 搭乘有35名軍官，NRL搭乘有58名士兵，其中大多數來自NRL的VXS-1科學飛行支隊，該支隊位於馬裡蘭州南部的帕图森河海军航空站（“帕克斯河”）（NAS）。

### 研究理事會
NRL 內的四個研究局是：
- 系統理事會（代碼 5000）負責開展從基礎研究到工程開發的一系列活動，以擴展美國海軍的作戰能力。有四個研究部門：雷達、資訊科技、光學科學和戰術電子戰。
- 材料科學和部件技術理事會（代碼 6000）進行一系列材料研究，旨在更好地了解材料，從而開發供美國海軍使用的改進和先進材料。下設物質結構實驗室、化學實驗室、材料科學與技術實驗室、計算物理與流體力學實驗室、等離子體物理實驗室、電子科學與技術實驗室、生物分子科學與工程中心七個研究室。
- 海洋與大氣科學技術理事會（代碼7000）在聲學、遙感、海洋學、海洋地球科學、海洋氣象學和太空科學領域進行研究[9]。有六個研究部門：聲學、遙感、海洋學、海洋地球科學、海洋氣象學和太空科學。
- 海軍太空技術中心（代碼 8000）是NRL太空系統技術的焦點和整合商。它為太空系統的開發和採購提供系統工程和技術援助。有兩個研究部門：太空系統開發和太空船工程。

## 外部連結
- U.S. Naval Research Laboratory
- The Little Book of Big Achievements (PDF)
- Pushing the Horizon: 75 years of High Stakes Science and Technology at the Naval Research Laboratory (PDF)